# Mymensingh (phân khu)
Phân khu Mymensingh (tiếng Bengal: ময়মনসিংহ বিভাগ) là một trong tám phân khu hành chính của Bangladesh. Nó có diện tích 10.485 km² và dân số đạt 11.370.000 người theo điều tra vào năm 2011. Phân khu này được thành lập vào năm 2015 từ các huyện trước đây là phần phía bắc của phân khu Dhaka. Thủ phủ của phân khu là thành phố Mymensingh thuộc huyện Mymensingh. Phía bắc giáp bang Assam của Ấn Độ, phía nam giáp phân khu Dhaka, phía đông giáp phân khu Sylhet, phía tây giáp các phân khu Rangpur và Rajshahi.
Vùng Đại Mymensingh (gồm huyện Mymensingh cùng sáu huyện khác lân cận) được chính phủ Ấn Độ thuộc Anh lập thành huyện Mymensingh vào năm 1787. Về sau, nó được tổ chức theo hai giai đoạn thành sáu huyện - Mymensingh, Kishoreganj, Netrakona, Tangail, Jamalpur và Sherpur.
Ngày 12 tháng 1 năm 2015, Thủ tướng Sheikh Hasina tuyên bố thành lập phân khu Mymensingh. Mục đích của việc này là tách sáu huyện (tương ứng với huyện Mymesingh vào năm 1787) ra khỏi phân khu Dhaka. Tuy nhiên, mặc dù bốn huyện trong số này háo hức thành lập phân khu mới, song cư dân hai huyện Tangail và Kishorgonj thì muốn ở tại phân khu Dhaka. Ngày 14 tháng 9 năm 2015, Mymensingh chính thức trở thành một phân khu mới gồm có bốn huyện.
| Tên gọi          | Thủ phủ    | Diện tích (km²) | Dân số 1991 | Dân số 2001 | Dân số 2011 |
| ---------------- | ---------- | --------------- | ----------- | ----------- | ----------- |
| Huyện Jamalpur   | Jamalpur   | 2.115,16        | 1.874.440   | 2.107.209   | 2.292.674   |
| Huyện Mymensingh | Mymensingh | 4.394,57        | 3.957.182   | 4.489.726   | 5.110.272   |
| Huyện Netrokona  | Netrokona  | 2.794,28        | 1.730.935   | 1.988.188   | 2.229.642   |
| Huyện Sherpur    | Sherpur    | 1.364,67        | 1.138.629   | 1.279.542   | 1.358.325   |
| Toàn phân khu    | Mymensingh | 10.584,06       | 8.701.186   | 9.864.665   | 11.370.000  |